# Renault R23
Renault R23 i R23B su bolidi francuske momčadi Renault F1 u sezoni 2003.

## Renault kroz sezonu 2003.
Renault je u drugu sezonu nakon 15 godina izbivanja iz Formule 1 ušao s novom vozačkom postavom. Flavio Briatore nije vjerovao Jensonu Buttonu i dao je priliku test vozaču Fernandu Alonsu koji je postao drugim vozačem uz Jarna Trullija. Alonso je iskoristio svoju priliku zrelim i dobrim vožnjama tijekom cijele sezone. 
R23 bio je vrlo dobar i pouzdan bolid u kojem je do izražaja došla fantastična izbalansiranost i nisko težište, zahvaljujući motoru s velikim kutom među cilindrima od 111°, no usprkos tome bolid je imao nedostatak snage upravo zbog toga. Nakon što se R23 tijekom sezone tri puta penjao na pobjedničko postolje, tehnički direktor momčadi Mike Gascoyne počeo je radove na razvoju nove šasije, koji je upravo bazirao na R23. Zbog značajnih poboljšanja na samome tijelu bolida i preinaka, cijeli paket odlučili su prozvati R23B. R23B šasija debitirala je u Silverstoneu na VN Velike Britanije. Taj potez Renaultu se uvelike isplatio jer je Alonso u R23B donio Renaultu u Mađarskoj prvu Grand Prix pobjedu od Austrije 1983. godine, a Alonso je (tada) postao najmlađi pobjednik neke Velike Nagrade uopće.
Renault je do kraja sezone u konstruktorskom poretku sakupio 88 bodova i bio četvrta momčad prvenstva iza Ferrarija, BMW-Williamsa i McLaren-Mercedesa.

## Potpuni popis rezultata u F1
(legenda) (Utrke označene debelim slovima označuju najbolju startnu poziciju) (Utrke označene kosim slovima označuju najbrži krug utrke)
| Godina | Momčad                | Motor       | Gume | Vozači          | 1   | 2   | 3   | 4   | 5   | 6   | 7   | 8   | 9   | 10  | 11  | 12  | 13  | 14  | 15  | 16  | Bodova | Poredak |
| ------ | --------------------- | ----------- | ---- | --------------- | --- | --- | --- | --- | --- | --- | --- | --- | --- | --- | --- | --- | --- | --- | --- | --- | ------ | ------- |
| 2003.  | Mild Seven Renault F1 | Renault V10 | M    |                 | AUS | MAL | BRA | SMR | ŠPA | AUT | MON | KAN | EUR | FRA | VBR | NJE | MAĐ | ITA | SAD | JAP | 88     | 4.      |
| 2003.  | Mild Seven Renault F1 | Renault V10 | M    | Jarno Trulli    | 5   | 5   | 8   | 13  | Ret | 8   | 6   | Ret | Ret | Ret | 6   | 3   | 7   | Ret | 4   | 5   | 88     | 4.      |
| 2003.  | Mild Seven Renault F1 | Renault V10 | M    | Fernando Alonso | 7   | 3   | 3   | 6   | 2   | Ret | 5   | 4   | 4   | Ret | Ret | 4   | 1   | 8   | Ret | Ret | 88     | 4.      |

## Vanjske poveznice
- Službena stranica Renault F1 Team  Arhivirana inačica izvorne stranice od 26. svibnja 2005. (Wayback Machine)